# (8245) Molnar
(8245) Molnar est un astéroïde de la ceinture principale.

## Description
(8245) Molnar est un astéroïde de la ceinture principale. Il fut découvert le 8 septembre 1977 à l'observatoire Palomar par Schelte J. Bus. Il présente une orbite caractérisée par un demi-grand axe de 2,41 UA, une excentricité de 0,14 et une inclinaison de 1,5° par rapport à l'écliptique.

## Dénomination
(8245) Molnar est nommé en l'honneur de Lawrence A. Molnar (1959-), directeur de l'observatoire du Calvin College et spécialiste de la photométrie des objets mineurs.

## Compléments